# Frieda Lagus
Frieda Lagus, née en 1891 à Sarajevo et morte le 27 octobre 1914 à Berlin par suicide, est une des premières architectes autrichiennes. Elle est également active dans le design et le stylisme.

## Biographie
Elfriede Lagus est née à Sarajevo, en Autriche-Hongrie, en 1891. Elle est la sœur d'Otto Lagus (1889-1965), futur président du Werkbund autrichien (de) et la belle-sœur de l'artiste graphique et textile Gabriele Lagus-Möschl (de) avec laquelle on l'a parfois confondue .
Frieda Lagus étudie à l'École des arts appliqués de Vienne. Cette école forme les premières femmes architectes d'Autriche. Frieda Lagus fait partie des 204 femmes ayant suivi une formation en architecture à Vienne entre 1913 et 1937-1938
Vers 1913, elle crée des modèles de mode pour les Wiener Werkstätte, qui sont présentés lors de défilés au Művészház (Musée d'art de Budapest) et à Berlin. Elle visite l'atelier de Paul Poiret et accompagne l'ancien directeur des Wiener Werkstätte, Fritz Waerndorfer (de), aux États-Unis. Le Times Richmond du 6 avril 1914 décrit une robe futuriste qu'elle a conçue et portée lors de ce voyage.
En 1914, elle participe au concours d'architecture organisé par le Deutscher Werkbund pour le projet Haus der Frau de l'exposition du Werkbund de Cologne en 1914. Le concours est ouvert aux femmes architectes d'Allemagne et d'Autriche. Douze projets sont soumis. Frieda Lagus remporte le deuxième prix, derrière Margarete Knüppelholz-Roeser et devant Emilie Winkelmann.
Après ce concours, Frieda Lagus quitte le Deutscher Werkbund ainsi que le Werkbund autrichien. Elle déménage à Berlin où elle se suicide le 27 octobre 1914.
L'écrivain autrichien Peter Altenberg a traité de son suicide dans le poème Der Tod.